# Provinz Pordenone
Die Provinz Pordenone (ital. Provincia di Pordenone) war bis zum 30. September 2017 eine italienische Provinz der Region Friaul-Julisch Venetien. Sie hatte 312.080 Einwohner (Stand 31. Dezember 2017) in 50 Gemeinden auf einer Fläche von 2178 km².
Wie im Falle der übrigen drei Provinzen von Friaul-Julisch Venetien (Görz, Triest und Udine), die als selbständige Institutionen ebenfalls abgeschafft wurden, besteht auch diese ehemalige Provinz als Verwaltungssprengel dezentraler regionaler und staatlicher Verwaltungen bzw. als statistisches Gebiet fort. Auf dem Gebiet der früheren Provinz erstreckt sich seit dem 1. Juli 2020 die Körperschaft regionaler Dezentralisierung Pordenone (Ente di Decentramento Regionale di Pordenone, kurz EDR Pordenone).

## Geografie
Die Provinz grenzte im Norden und im Osten an die Provinz Udine, im Westen und im Süden an die in der Region Venetien liegenden Provinzen Belluno, Treviso und Venedig. Sie wurde 1968 von der Provinz Udine abgetrennt.
Das Provinzgebiet befand sich zum großen Teil in der Ebene des Friaul, kleinere Teile reichten bis in die Vor- und Hochalpen, nämlich die Karnischen Voralpen und die dazugehörigen Friulanischen Dolomiten.

## Gemeinden
Zur Provinz Pordenone gehörten folgende 50 Gemeinden:
- Andreis
- Arba
- Aviano
- Azzano Decimo
- Barcis
- Brugnera
- Budoia
- Caneva
- Casarsa della Delizia
- Castelnovo del Friuli
- Cavasso Nuovo
- Chions
- Cimolais
- Claut
- Clauzetto
- Cordenons
- Cordovado
- Erto e Casso
- Fanna
- Fiume Veneto
- Fontanafredda
- Frisanco
- Maniago
- Meduno
- Montereale Valcellina
- Morsano al Tagliamento
- Pasiano di Pordenone
- Pinzano al Tagliamento
- Polcenigo
- Porcia
- Pordenone
- Prata di Pordenone
- Pravisdomini
- Roveredo in Piano
- Sacile
- San Giorgio della Richinvelda
- San Martino al Tagliamento
- San Quirino
- Sequals
- Sesto al Reghena
- San Vito al Tagliamento
- Spilimbergo
- Tramonti di Sopra
- Tramonti di Sotto
- Travesio
- Vajont
- Valvasone Arzene
- Vito d’Asio
- Vivaro
- Zoppola

Die größten Gemeinden (Stand: 31. Dezember 2013) waren
| Gemeinde                | Einwohner |
| ----------------------- | --------- |
| Pordenone               | 51.758    |
| Sacile                  | 20.140    |
| Cordenons               | 18.304    |
| Porcia                  | 15.370    |
| Azzano Decimo           | 15.698    |
| San Vito al Tagliamento | 15.132    |
| Spilimbergo             | 12.048    |
| Fontanafredda           | 11.930    |
| Fiume Veneto            | 11.701    |
| Brugnera                | 9.363     |
| Aviano                  | 9.205     |
| Zoppola                 | 8.654     |
| Casarsa della Delizia   | 8.605     |
| Prata di Pordenone      | 8.585     |
| Pasiano di Pordenone    | 7.815     |
| Caneva                  | 6.473     |
| Sesto al Reghena        | 6.360     |
| Roveredo in Piano       | 5.925     |